# Velîkîi Klîn, Hola Prîstan
Velîkîi Klîn (în ucraineană Великий Клин) este un sat în comuna Tavriiske din raionul Hola Prîstan, regiunea Herson, Ucraina.

## Demografie
Componența lingvistică a localității Velîkîi Klîn
     Ucraineană (88,24%)
     Rusă (9,6%)
     Alte limbi (1,86%)
Conform recensământului din 2001, majoritatea populației localității Velîkîi Klîn era vorbitoare de ucraineană (88,24%), existând în minoritate și vorbitori de rusă (9,6%).